# Гибридные семена

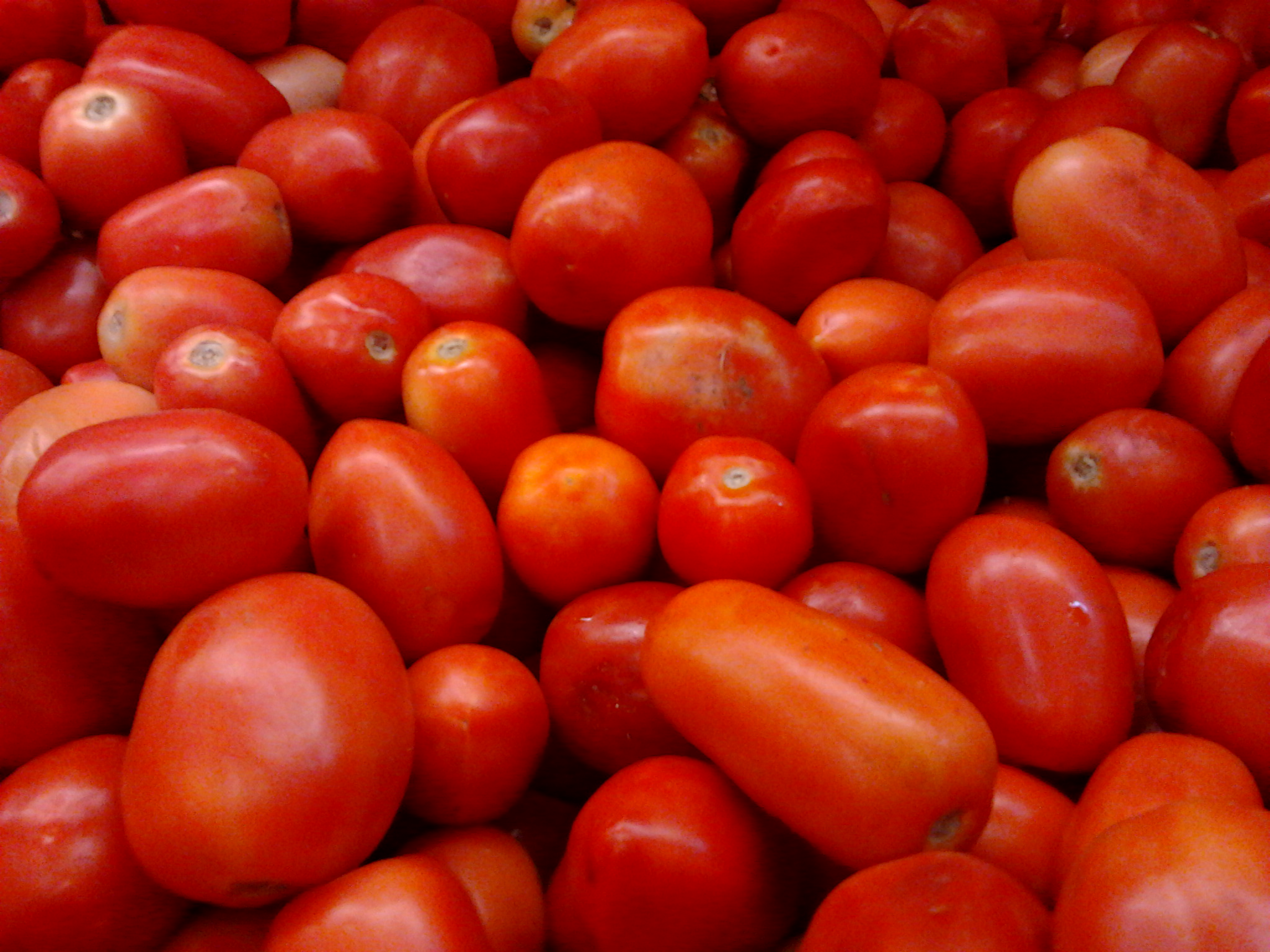
F1 гибрид томата «Бангалор»

Гибрид F1 —  первое дочернее поколение потомства явно различных родительских типов. Гибриды F1 используются в генетике, а также в селекции, где они могут появиться как F1-скрещивание. Термин иногда пишется с подстрочным индексом, как гибрид F1. Последующие поколения называются F2 , F3 и т. д.
Потомство явно различных родительских типов производит новый, единый фенотип с комбинацией характеристик от родителей. В рыбоводстве эти родители часто являются двумя тесно связанными видами рыб, в то время как в растениеводстве и животноводстве родители часто являются двумя инбредными линиями.
Грегор Мендель сосредоточился на закономерностях наследования и генетической основе вариации. В своих экспериментах по перекрестному опылению с участием двух истинно-селекционных, или гомозиготных родителей Мендель обнаружил, что полученное поколение F1 было гетерозиготным и последовательным. Потомство показало комбинацию фенотипов от каждого родителя, которые были генетически доминантными. Открытия Менделя с участием поколений F1 и F2 заложили основы современной генетики.

## Преимущества
- Однородность и предсказуемость — гены отдельных растений или животных F1 потомства гомозиготных чистых линий проявляют ограниченную вариабельность, что делает их фенотип однородным и, следовательно, привлекательным для механических операций и облегчения точного управления популяцией.
- Более высокая производительность — поскольку большинство аллелей кодируют разные версии белка или фермента, наличие двух разных версий этого аллеля равнозначно наличию двух разных версий фермента. Это увеличивает вероятность наличия оптимального варианта фермента и снижает вероятность возникновения генетического дефекта[1].

## Недостатки
- Главным преимуществом гибридов F1 в сельском хозяйстве является также их недостаток. Когда в качестве родителей используются сорта F1, их потомство (поколение F2) сильно отличается друг от друга. Некоторые F2 имеют высокое содержание гомозиготных генов, как это было обнаружено у их бабушек и дедушек, и им будет не хватать гибридной энергии. С точки зрения коммерческого производителя семян, который не желает, чтобы клиенты производили свои собственные семена за счёт экономии семян, этот генетический ассортимент является желаемой характеристикой[2].
- Как инбридинг, так и скрещивание предковых линий гибрида являются дорогостоящими, что означает гораздо более высокую цену. Не все виды сельскохозяйственных культур проявляют достаточно высокий эффект гетерозиса, чтобы компенсировать этот недостаток.
- Гибриды F1 созревают в одно и то же время при выращивании в одинаковых условиях внешней среды. Они все созревают одновременно и могут быть более легко собраны машиной. Традиционные сорта часто более полезны для садоводов, потому что они созревают в течение более длительного периода времени, не создавая риска переизбытка или нехватки продовольствия.

## Примечание
1. ↑  Сорта бывают разные. Agroinvestor.ru. Дата обращения: 30 мая 2020. Архивировано 22 сентября 2020 года.
2. ↑  Татьяна Лелякина. Что лучше: сорт или гибрид? omskregion.info (17 апреля 2017). Дата обращения: 30 мая 2020. Архивировано 22 сентября 2020 года.